# His Lordship’s Kindness
His Lordship’s Kindness, auch bekannt als Poplar Hill, ist ein historisch bedeutsames Herrenhaus in Prince George’s County, Maryland und hat den Status einer National Historic Landmark.

## Architektur
His Lordship’s Kindness wurde im Stile der Georgianischen Architektur errichtet und gilt als ein hervorragendes Beispiel für ein mehrflügeliges Gutshaus dieser Periode. Es besteht aus einem Hauptgebäude und zwei Verbindungsbauten, die jeweils zu einem Seitenflügel führen. Der Zentralbau hat eine Grundfläche von 17 × 14,6 m und die anderthalbstöckigen Seitenflügel mit Walmdach eine von 4,5 × 6 m. Im östlichen Seitenflügel lag die Küche und im westlichen eine Kapelle. Die beiden einstöckigen Verbindungsbauten haben ein Giebeldach. Typisch für His Lordship’s Kindness sind Fenster und Oberlichter in Form von Lünetten wie zum Beispiel seitlich der Eingangstürer zu den Verbindungsbauten, über dem Frontfenster der Seitenflügel und im Tympanon des Hauptgebäudes. Die Frontfassade des Zentralbaus wird durch einen leicht vorspringenden Pavillon geprägt in der Mitte geprägt, der den Eingangsbereich bildet. Dessen Tür wird seitlich jeweils durch ein längliches und schmales Fenster flankiert und hat ein Oberlicht in Lünetten-Form. Den Türrahmen bilden zwei Pilaster und eine reichhaltig verzierte Verdachung. Über dem Eingangsportal im ersten Stockwerk ist ein großes Venezianisches Fenster.
Das Innere des Hauptgebäudes wird durch eine Zentralhalle dominiert, die die Breite des Eingangspavillons hat und das Haus in ganzer Tiefe durchmisst. Von ihr gehen zwei schmale Hallen ab, die zu den Seitenflügeln führen. In den sich daraus ergebenden vier Ecken im Erdgeschoss befindet sich jeweils ein Zimmer. Die Treppe liegt im rückwärtigen Bereich der Zentralhalle nach Osten hin. Das geschnitzte Treppengeländer ist aus Holz gearbeitet und hat einen Handlauf aus Mahagoni. Der Grundriss im ersten Stockwerk, das vier Schlafzimmer hat, korrespondiert mit der des Erdgeschosses. Zum Gutshof gehören als erhaltene Originalbauwerke eine Räucherei, ein Taubenschlag, eine Wäscherei, ein Plumpsklo sowie ein sogenanntes „Sklavenhospital“.

## Geschichte
Im Jahr 1703 erhielt Henry Darnall, ein Colonel in der Bürgermiliz der Province of Maryland, der in den frühen 1670er Jahren in die Dreizehn Kolonien ausgewandert war, eine Landschenkung über 2800 ha von Charles Calvert, 3. Baron Baltimore. Dieser war ein Verwandter von Darnalls Frau Eleanor Hatton Brooke. Aus Respekt vor dieser Großzügigkeit gab Darnall dem Grundstück den Namen, unter dem es bis heute bekannt ist. Er war bereits Besitzer der Landgüter Woodyard und Darnall’s Chance, so dass ihm knapp 11.000 ha gehörten, was in etwa 10 % der Fläche des heutigen Prince George’s County entspricht, als er im Jahr 1711 starb. Im Jahr 1729 übertrug der Sohn und Erbe Henry Darnall II., der wegen finanzieller Schwierigkeiten bereits einen großen Teil des Besitzes veräußert hatte, an seinen Sohn 120 ha von His Lordship’s Kindness inklusive eines dort stehenden Wohnhauses, das erste auf diesem Landgut. Vom 2. August 1735 ist ein Vertrag zwischen Henry Darnall III. und George Talbot, 14. Earl of Shrewsbury bekannt, der Anne Talbot, Ehefrau von Darnal III. und Nichte des Earl of Shrewsbury, das Besitzrecht auf His Lordship’s Kindness zusichert, sollte sie ihren Gatten überleben. Für das Jahr 1740 ist die erstmalige Bezeichnung des Landguts und Herrenhauses als Poplar Hill überliefert. Im Jahr 1744 wurde Darnal III. zum Attorney General der Province of Maryland ernannt, nachdem er öffentlich dem Katholizismus abgeschworen hatte. Als Vorwürfe laut wurden, er hinge insgeheim immer noch dem katholischen Glauben an und erziehe seine Kinder in diesem Sinne, wurde der Druck auf ihn schließlich so groß, dass er im Jahr 1756 von diesem Amt zurücktreten musste. Im Jahr 1761 wurde Henry Darnal III. wegen Unterschlagung angeklagt, die er während seiner Dienstzeit als Marineoffizier begangen hatte. Er floh mit seinem Sohn und Erben Henry Darnall IV. aus den Dreizehn Kolonien und verpfändete His Lordship’s Kindness an Charles Carroll aus Annapolis. Dessen Sohn Charles Carroll heiratete später die Tochter von Henry Darnall IV. Zwölf Jahre später kaufte Robert Darnall I., ein Sohn von Henry Darnal III., das inzwischen baufällig gewordene Anwesen an. 1784 beauftragte Robert Darnall I. Stuckarbeiten in Poplar Hill. Wie dendrochronologische Untersuchungen ergaben, wurde zu dieser Zeit das alte Herrenhaus komplett abgerissen und bis 1786 in seiner heutigen Form errichtet, die dem Stil der Georgianischen Architektur entspricht.
Zum Ende des 18. Jahrhunderts wurden die beiden Verbindungsbauten und Seitenflügel ergänzt. Für die nächsten sechs Generationen blieb His Lordship’s Kindness bis zum Jahr 1929 in Familienbesitz, wobei in einigen Fällen die Erbfolge über die Neffen und Nichten ging. Die Erbin Susan Daingerfield heiratete 1865 den späteren Senator John S. Barbour junior, mit dem sie Poplar Hill als Landhaus nutzte. Beide sind in der Familiengruft auf dem Landgut beerdigt. Im Jahr 1929 kaufte Rachel Cameron Hale Poplar Hill, das sie in His Lordship’s Kindness umbenannte. Sie ordnete den Umbau der Kapelle des Westflügels in ein Arbeitszimmer an und sorgte für die Umgestaltung der Gartenarchitektur. 1940 kaufte Caroline E. Dunham das Landgut. Im „Sklavenhospital“ richtete sie einen Teeraum ein, in dem sie die wohlhabendsten Kreise Amerikas empfing, darunter Eleanor Roosevelt. 1946 erwarb der bekannte Diplomat David K. E. Bruce His Lordship’s Kindness aber bewohnte es kaum. Hauptsächlich wurde das Herrenhaus von seiner Frau als Ausstellungsraum für ihre Antikensammlung genutzt. Im September 1954 erwarb das Erzbistum Washington His Lordship’s Kindness um auf dem Grundstück einen Friedhof zu errichten. Das Herrenhaus kam 1955 in den Besitz des Ehepaars John und Sara Walton, die sich für den Erhalt des Landguts und seine Anerkennung als Baudenkmal einsetzten, wozu im Jahr 1988 eine Stiftung in ihrem Namen gegründet wurde. Drei Jahre später fanden die ersten öffentlichen Führungen durch das Herrenhaus statt. 1996 wurde His Lordship’s Kindness ein der Öffentlichkeit dauerhaft zugängliches Museum. Im gleichen Jahr fand auf dem Gelände die erste Living History statt, die ein Feldlager des Amerikanischen Bürgerkriegs thematisierte.
Seit dem 15. April 1970 ist His Lordship’s Kindness im National Register of Historic Places verzeichnet und hat den Status einer National Historic Landmark.